# Prosecogryllus
Prosecogryllus is een geslacht van rechtvleugeligen uit de familie krekels (Gryllidae). De wetenschappelijke naam van dit geslacht is voor het eerst geldig gepubliceerd in 1892 door Brancsik.

## Soorten
Het geslacht Prosecogryllus  is monotypisch en omvat slechts de volgende soort:
- Prosecogryllus nossibianus (Brancsik, 1892)